# Lusitano FC (Sudáfrica)
El Lusitano FC es un equipo de fútbol de Sudáfrica que juega en la Vodacom League, la tercera división de fútbol del país.

## Historia
Fue fundado el 11 de marzo de 1966 en la ciudad de Johannesburgo por un grupo de inmigrantes portugueses, por lo que el uniforme está inspirado en la selección de fútbol de Portugal. En 1972 es campeón de la segunda división y logra el ascenso a la NFL por primera vez.
El club permaneció en la liga hasta que la liga desaparece en 1977 en la temporada en la que termina de subcampeón. Al año siguiente juega en la NPSL donde es campeón nacional por primera vez, y desciende en la temporada de 1981.
Luego de descender el club pasa a jugar en la categoría aficionada, donde se ha mantenido desde entonces.

## Palmarés
- NPSL: 1

1978
- NFL Segunda División: 1

1972
- NFL Tercera División: 1

1969
- Copa NFL: 1

1977
- Provincia de Gauteleng: 1

2008/09

## Entrenadores

### Entrenadores destacados
- Eddie Lewis
- Mario Tuani
- Joe Frickleton
- Budgie Byrne
- Frank Lord
- Fernando Mendes
- Walter Da Silva
- Oscar González